# カイカコイン
カイカコイン (CICC) とは、株式会社CAICA DIGITAL (東証スタンダード2315、以下CAICA DIGITAL) によって、ブロックチェーンのイーサリアム上で発行されるトークンの規格であるERC20に準拠して、2016年に発行されたトークン（代用貨幣）である。 
発行枚数は300,000,000CICC、上場企業により発行され、かつ、暗号資産交換所で取引ができる、日本でも数少ないコイン。株式会社カイカエクスチェンジの運営する国内大手暗号資産交換所Zaif(以下Zaif)および複数の海外の暗号資産交換所で取引されている。 

## カイカコイン(CICC)プロジェクト
カイカコイン(CICC)プロジェクトは、Zaifの取引所コイン（Zaifのサービスで利用できるコイン）として、CICCを基軸としたサービスを拡充していくことを目指している。     
具体的にはCICCをZaifの各種サービスのユーティリティトークンに位置付け、その流通の促進、保有者の拡大を進め、CICC建ての暗号資産取引などのCICCを利用したサービスや、分散型金融サービスとしてレンディングなどのサービスを検討し、CICCを活用するメリットを拡充していくプロジェクトである。     
CICCをZaifの取引所コインとして、Zaifで利用されることによって、手数料優遇等の様々なメリットを付与することを想定している。CAICA DIGITALが主体となってカイカコインプロジェクトを推進している。 CICCを活用するサービス拡張に向けた土台作りとして、Zaifの次世代システム開発、UIUXの刷新、処理性能向上、セキュリティ強化などを進めている。     

### サービスの拡充
CICCを活用するサービス拡張に向けた土台作りとして、Zaifの次世代システム開発、UIUXの刷新、処理性能向上、セキュリティ強化などを進めている。

カイカ証券株式会社が販売する暗号資産トラッカー/レバレッジトラッカーや、株式会社カイカキャピタルが提供する暗号資産レンディングサービスなどにおいて、CICCの活用機会を拡充していくことも想定されている。

### IEO実施時の優遇
ZaifにてIEOが実施された場合には、Zaif取引所トークンであるCICCを保有している人を対象に、優遇策を適用することが予定されている。

## 取引所コインとしての利用価値の拡充
CICCの保有量に応じた各種手数料の割引や、CICC通貨ペアの実装、CICCを購入した人が利用できるガチャ機能(一定確率にてキャンペーン景品などの獲得機会を提供)の実装、ガバナンス機能（CICC保有者のコミュニティにおいてCICCのサービス決定に関し参考とするための投票権を得られる）の設計などが計画されている。 

### 保有者の拡大
エアドロップ、キャンペーンによるCICC配布や、webセミナー開催、Zaifとカイカ証券との連携、フィスコによるCICC紹介・分析記事の発信、SNSやコミュニティの設置など各種PRによる認知度向上など、様々な取り組みを通じて、CICC保有者の拡大を図る。

### 流通の促進
NCICCの流通を促進するために、Zaifおよび複数の海外の暗号資産交換所に上場している。

## 開発ロードマップ
2022年5月以降、順次リリースを予定
- CICCの保有量に応じた取引手数料の割引
- CICCによる決済機能の付与
- CICC保有者を対象に、ZaifにてIEOが実施された場合の優遇策
- CICC建ての暗号資産ペア組み入れ
- ガバナンストークン機能の追加
- 新規サービス販売強化(暗号資産CFDサービス、レンディング、NFT)
- CICCに関する情報提供の強化
- Zaifの基盤システムを刷新
- 投資運用情報(テクニカル分析)を投資情報提供企業との連携により提供